# 海螺小姐
《海螺小姐》（日语： Sazae-san）為日本女性漫畫家長谷川町子於1946年發表的四格漫畫，至今已多次改編成動畫、真人戲劇、舞台劇等衍生作品。

## 作品概要
1946年4月22日，《海螺小姐》开始在福岡縣當地報紙《新聞》上连载。作品靈感來自於長谷川町子每日散步的海灘上所構思出，登場角色名稱因此與海洋生物相關。
漫畫內容以女主角海螺所發生的各種生活趣事為主。起初海螺為單身的女性，並以長谷川町子的故鄉福岡縣一帶作為背景舞台。後續因長谷川町子全家搬至東京世田谷區櫻新町居住，作品內容除將舞台更改為東京外，也讓海螺與新增的男性角色鱒男結婚。
之后轉移至《新聞》及《朝日新聞》上连载。在1951年與1953年間長谷川町子曾因健康問題兩次暫時休刊，作品最終回則於1974年2月21日刊载。
在1946年至1974年期間，《海螺小姐》累積连载高達6477篇內容，出版此漫畫單行本的姊妹社及朝日新聞社則分別創下超出7000萬本、1600萬本的銷售成績。《海螺小姐》至今仍為日本國民漫畫的代表作品之一。
2013年，《海螺小姐》动画版被认证为“播放时间跨度最长的电视动画片”，之前的记录保持者是美国动画片。

## 主要角色
河豚田海螺
動畫版配音：加藤綠
本作品主角，九州福岡縣出身。漫畫連載初期為獨身、從事記者方面職務的女性，於漫畫第二集與河豚田鱒男結婚後便改為專業主婦的形象。
性格快活、開朗，容易對諂媚的甜言蜜語沒轍，並常有與弟弟磯野鰹打鬧的場合。
平時個人嗜好為推理小說、購物，並擅長各種家務及運動，討厭的事物則為青蛙。
河豚田鱒男
動畫版配音：近石真介→增岡弘→田中秀幸
海螺的丈夫，在原作漫畫第二集登場後便與海螺相識結為夫婦。
婚後與海螺一同居住在磯野家中，為性格憨厚的老好人。
河豚田鱈男
動畫版配音：貴家堂子→愛河里花子
海螺與鱒男的兒子，於原作漫畫第二集首次登場。
是個好奇心重的3歲幼兒，喜愛炸蝦、可樂餅等油炸料理。
磯野鰹
動畫版配音：大山羨代→高橋和枝→富永美衣奈
海螺的弟弟、磯野家的長子，就讀海鷗第三小學的5年3班。
外型為頂著光頭的男孩。性格活潑，平時喜歡搗蛋及惡作劇。
個人喜愛的運動為棒球，討厭的事物則為學校的作業。
磯野裙帶菜
動畫版配音：山本嘉子→野村道子→津村真琴
海螺的妹妹，妹妹頭造型的小女孩，為小學一年生。
性格單純天真，也有常與哥哥磯野鰹一同惡作劇的場合。
磯野波平
動畫版配音：永井一郎→茶風林
海螺的父親，磯野家的大家長。
外型為頂上僅一根毛髮、地中海禿的上班族。
個人平時喜好為圍棋及盆栽，另有缺乏方向感的一面。
磯野舟
動畫版配音：麻生美代子→寺內順惠
海螺的母親，冠夫姓前的舊姓是「石田」。
比起父親波平為較嚴厲的性格，且有較多教訓子女場面的描寫。

## 改編作品
動畫
動畫版於1969年10月5日在富士電視台首播，至今超過50年，由EIKEN製作（從TCJ時期起），現今已達到超出2000集的播出集數，並曾在1979年9月16日創下高達39.4%的收視紀錄。
《海螺小姐》動畫從首集起皆固定在週日晚間6點半播放、而未作其它更動，東芝則為節目起始至今的贊助商。
節目尾聲的次回預告篇中，在1991年起開始出現海螺會在預告後與拿著畫著「剪刀」、「石頭」、「布」圖示的牌子與電視機前的觀眾玩猜拳遊戲，而累積至2012年間海螺出拳最多次數的則為「剪刀」。
2005年後《海螺小姐》動畫開始採用走向高清製作方式，並在2009年1月播出符合16：9比例的LetterBox顯示畫面。
作為日本最後使用賽璐珞製作的動畫，隨著《海螺小姐》於2013年9月全面數位化，賽璐珞正式告別日本動畫歷史舞台。
電視劇
- 1965年版：首次改編的《海螺小姐》電視劇，由TBS電視台播放，劇中的海螺由江利飾演。最高曾在關東地區一帶達到37.1%的收視率。
- 1981年版：由富士電視台播放，海螺由星野知子飾演。
- 1992年版：同由富士電視台製作，海螺則改為淺野溫子擔當。
- 2009年版：是富士電視台慶祝創社50周年所企劃的電視劇，除由觀月亞里莎飾演海螺外，電影導演三谷幸喜及曾在《海螺小姐》動畫版配音的戶田惠子亦出演劇中角色。

| 版本   | 海螺       | 鱒男     | 鱈男              | 鰹男                | 裙帶菜              | 波平       | 舟       | 其他主要演員                                                 |
| ------ | ---------- | -------- | ----------------- | ------------------- | ------------------- | ---------- | -------- | ------------------------------------------------------------ |
| 1965年 | 江利智惠美 | 川崎敬三 |                   | 吉原誠利            | 上原由香里          | 森川信     | 清川虹子 |                                                              |
| 1981年 | 星野知子   | 小野寺昭 | 高山幸久          | 佐野大輔 齋藤優一   | 織田真澄            | 小林亞星   | 乙羽信子 | 五木宏、片平渚                                               |
| 1992年 | 浅野温子   | 宅麻伸   | 小林俊平          | 上村裕樹 田宮賢太朗 | 遠山真澄 森安加代子 | 碇矢長介   | 吉行和子 | 國生小百合、佐野史郎、安達祐實、鈴木杏樹、小倉久寬、蟹江敬三 |
| 2009年 | 觀月亞里莎 | 筒井道隆 | 庄司龍成 中野遥斗 | 荒井健太郎 清水鍊   | 鍋本凪凪美 錦邊莉沙 | 片岡鶴太郎 | 竹下景子 | 白石美帆、戶田惠子、倉科加奈、市川理矩、三谷幸喜、柳澤慎吾   |

電影
由東寶製作，於1965年上映的電影，劇中海螺由飾演第一代《海螺小姐》電視劇的星野知子擔任。
舞台劇
於1966、1975、1978年在新宿KOMA劇場演出，同由飾演第一代《海螺小姐》電視劇的星野知子擔任要角。
音樂劇
1994年上演，劇本由三谷幸喜負責操刀。

## 相關地點

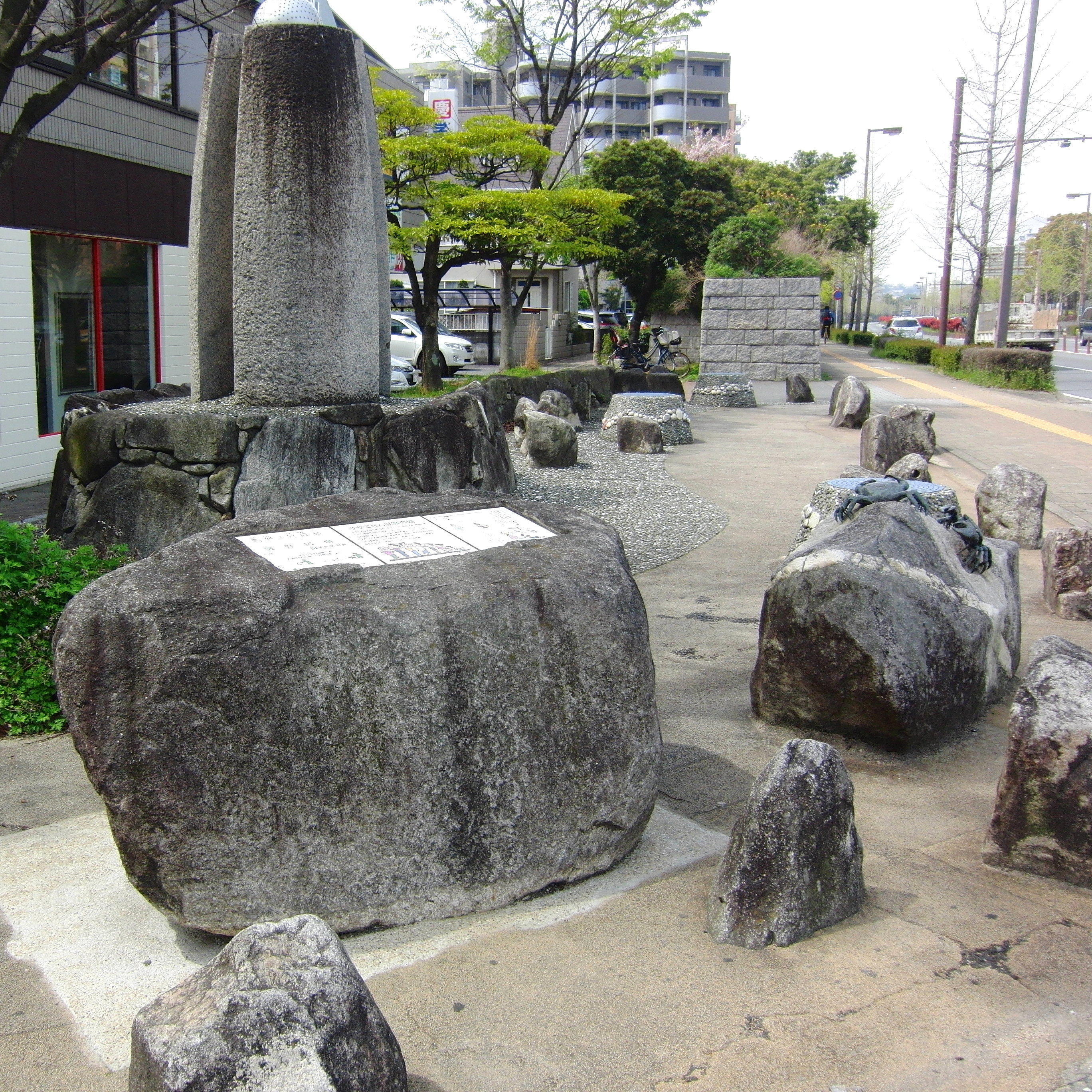
在福岡市早良區的「磯野廣場」

福岡市
作著長谷川町子的故鄉，因《海螺小姐》的作品靈感是長谷川町子在福岡市早良區一帶的海灘上所想出，在2007年4月27日當地舉辦將靠近海岸一帶的街道命為「海螺小姐通」的活動。
而早良區的西新一號綠地中，除成立了記念的「磯野廣場」外；該廣場裡則有擺置「海螺小姐起源之地記念碑」。
世田谷區
長谷川町子搬至東京後居住的地區，並為之後的《海螺小姐》漫畫舞台。除了1985年在當地的世田谷區櫻新町成立了「長谷川町子美術館」外，當地櫻新町站前的「中街路」在1987年改名為「海螺小姐街路」；另在2012年於站旁擺置了海螺小姐一家人的銅像。1985年，櫻新町設立了長谷川町子美術館。
在《海螺小姐》裡出現的店家「三河屋」，現今在實際的世田谷區對應的地點為一家7-Eleven超商，該超商則在門市招牌下標記了小小的「三河屋」。

## 日本社會的引用
- 智庫大和總研控股公司（日语：大和総研ホールディングス）於2005年發表一則判斷日本經濟景氣的原創研究，當中內容為在假日期間的《海螺小姐》收視率上升時、東證股價指數會下跌；反之亦然。其判斷依據為當一般民眾有閒錢時，在假日便會增加外出等其它娛樂的機會；反之，若民眾沒閒錢，便只能在假日裡收看《海螺小姐》打發時間。大和總研將此判斷景氣方式稱為「海螺小姐效果」[10]。
- 因《海螺小姐》長年於週日晚間播放，日本人將美好的週日假期結束後、隔日要面對上班上學所產生的鬱悶心情形容為「海螺小姐症候群」[11]。
- 《海螺小姐》架構為故事裡人物年齡並不會隨著劇情的增加而改變、以及故事中人物的生活習慣會隨著現實世界中的時代演進而跟著變化的單元劇模式，日本動漫界將「海螺小姐時空」一詞用於形容同樣以此單元劇模式表現的作品[12]。
- 日人稱呼某人為「鱒男先生」，意指對方是婚後居住在女方家庭的男性，之後另演變為有代表對方是入贅女婿的意思[13]。

## 外部連結
- 《海螺小姐》動畫 （页面存档备份，存于） - 富士电视台官方網站（日語）
- 福岡市的「海螺小姐街路」 - 福冈市政府官方网站（日語）
- 世田谷區的「長谷川町子美術館」 （页面存档备份，存于）（日語）